# Niedźwiedź (Zborowskie)
Niedźwiedź – część wsi Zborowskie w Polsce, położona w województwie śląskim, w powiecie lublinieckim, w gminie Ciasna.
W latach 1975–1998 Niedźwiedź należał administracyjnie do województwa częstochowskiego.